# 北陽対新田延長17回
北陽対新田延長17回（ほくようたいにったえんちょう17かい）は、1990年4月3日に阪神甲子園球場で行われた第62回選抜高等学校野球大会準決勝第2試合、大阪・北陽高校対愛媛・新田高校戦である。

## 試合概要
この年の選抜大会は全31試合のうち15試合が1点差勝負、延長戦6試合、サヨナラゲームが5試合と熱戦に次ぐ熱戦だった。その象徴がこの準決勝第2試合、北陽-新田戦だった。
この試合は予定より45分遅れの14時14分に試合開始（第1試合近大付5x-4東海大甲府が延長13回までもつれ込んだ為）。3-1で迎えた8回裏2死3塁から、2回戦（日大藤沢戦）で逆転サヨナラ3ランホームランを放った4番打者宮下典明がレフトスタンドへ同点ホームラン。9回裏に新田は1死3塁1打サヨナラにスクイズプレイを仕掛けるも空振りし、3塁ランナーも三本間にはさまれタッチアウト。試合はそのまま延長戦へ入り、悪天候も手伝って試合途中から照明も点灯。準決勝では異例のナイターとなった。
決着が着いたのは17回裏、新田の1番打者池田幸徳が寺前正雄投手の投じた238球目をレフトスタンドへ放り込むサヨナラホームラン。4-3で新田高校が決勝進出を果たした。

### スコア
|      | 1 | 2 | 3 | 4 | 5 | 6 | 7 | 8 | 9 | 10 | 11 | 12 | 13 | 14 | 15 | 16 | 17 | R | H  | E |
| ---- | - | - | - | - | - | - | - | - | - | -- | -- | -- | -- | -- | -- | -- | -- | - | -- | - |
| 北陽 | 0 | 0 | 0 | 0 | 0 | 3 | 0 | 0 | 0 | 0  | 0  | 0  | 0  | 0  | 0  | 0  | 0  | 3 | 9  | 2 |
| 新田 | 0 | 1 | 0 | 0 | 0 | 0 | 0 | 2 | 0 | 0  | 0  | 0  | 0  | 0  | 0  | 0  | 1x | 4 | 11 | 1 |

1. （延長17回）
2. （北）：寺前 - 和田
3. （新）：松田、荒川、山本 - 松本
4. 審判
［球審］田中
［塁審］広沢、本郷、夏目
［外審］片岡、岡本
5. 試合時間：3時間34分

### 出場選手
| 北陽 | 北陽   | 北陽            |
| 打順 | 守備   | 選手            |
| ---- | ------ | --------------- |
| 1    | [右]   | 森重昭彦（3年） |
|      | 打     | 駒井直（2年）   |
|      | 左     | 本田義治（3年） |
| 2    | [中]   | 福原直樹（3年） |
| 3    | [捕]   | 和田広幸（3年） |
| 4    | [一]   | 辰己正芳（3年） |
| 5    | [左]右 | 荒川幸治（3年） |
| 6    | [投]   | 寺前正雄（3年） |
| 7    | [二]   | 西田伸也（3年） |
| 8    | [遊]   | 市尾高利（3年） |
| 9    | [三]   | 宮迫繁之（3年） |

| 新田 | 新田 | 新田            |
| 打順 | 守備 | 選手            |
| ---- | ---- | --------------- |
| 1    | [二] | 池田幸徳（3年） |
| 2    | [捕] | 松本洋介（3年） |
| 3    | [遊] | 堀内勝也（3年） |
| 4    | [一] | 宮下典明（3年） |
| 5    | [右] | 西江浩三（3年） |
| 6    | [三] | 岡部利一（3年） |
| 7    | [投] | 松田卓也（3年） |
|      | 投   | 荒川孝史（3年） |
|      | 中   | 佐藤孝一（3年） |
|      | 打   | 溝口裕二（3年） |
|      | 中   | 高山淳一（3年） |
| 8    | [左] | 岡本勝（3年）   |
| 9    | [中] | 西村公作（3年） |
|      | 打投 | 山本雅章（3年） |

## エピソード
- 2回戦・準決勝での新田高校の快進撃は「ミラクル新田」と称された。
- 北陽・寺前選手と、新田・宮下選手はこの年、近鉄にドラフト指名されチームメイトとなった。（近鉄に入ってから、この試合のことをよく語り合ったという。宮下は『（ホームランを打った打席の）前の打席で打ち取られたカーブ投げられたら打てなかったかも』寺前は『タイミングを外すつもりで、大き目のドロンとしたカーブを投げたが、宮下にとってはドンピシャのタイミングだった』）
- 選抜大会中のテレビ中継では試合と試合の間に選抜名場面名勝負にてこの試合が第1試合近大付5x-4東海大甲府と共に度々紹介されている。

## 参考資料
- 廣済堂出版 『ホームラン』2016年9月号臨時増刊、歴代春夏甲子園メンバー表大全集　p76、p111